# Sputnik 1
Sputnik 1 (ryska: Спутник-1) var den första artificiella satelliten i omloppsbana runt jorden, uppskjuten med en R-7 Semjorka-raket av Sovjetunionen den 4 oktober 1957 som den första uppskjutna satelliten i rymdprogrammet Sputnik.
Uppskjutandet inledde epoken rymdåldern och var startskottet för rymdkapplöpningen mellan USA och Sovjetunionen under det kalla kriget.

## Bakgrund
Konstantin Tsiolkovskij beskrev i boken Грезы о Земле и небе (Grjozy o Zemle i nebe) ("Drömmar om jorden och himlen") (1885) hur en satellit kunde sättas i en låg omloppsbana runt jorden. Sputnik 1 var den första av fyra satelliter i Sputnikprogrammet, som var tänkt som ett bidrag till det Internationella geofysiska året 1957–1958. Tre av de fyra satelliterna i Sputnikprogrammet nådde omloppsbana: Sputnik 1, Sputnik 2 och Sputnik 3.

## Utformning
Sputnik 1 beskrivs av Nationalencyklopedin som ett klot med utstickande antenner, och av NASA som havande storleken av en badboll, med diametern 58 centimeter och vikten 83,6 kilo. Klotets utsida bestod av 2 mm blankpolerad Aluminium AMG6T. De fyra radioantennerna var två och en halv till tre meter långa. Satelliten var fylld med kvävgas under tryck.

## Radiosändare
Klotets fyra radioantenner användes för att sända radiosignal på frekvenserna 20 och 40 MHz. Telemetridatan som skickades till jorden inbegrep bland annat temperaturen inuti och utanpå satelliten. Signalerna sändes under 22 dygn tills satelliten tystnade då sändarens batterier tog slut den 26 oktober 1957.

## Omloppsbana
Det tog ungefär 98 minuter för Sputnik 1 att färdas ett varv runt jorden på sin elliptiska omloppsbana. Sputnik 1 stannade i omloppsbana i 3 månader (1957-10-04--1958-01-04) tills den återinträdde i Jordens atmosfär och brann upp. Återinträdet i jordens atmosfär skedde längs ett område från Mongoliet till Alaska.[källa behövs]

## Syntes från jorden
Sputnik 1 som hade en diameter på endast 58 centimeter hade ett hölje av aluminium som gjorde att solstrålarna  reflekterades på ytan och den blev synlig från jorden. Radiosändaren skickade ut pip, som fångades upp av radioamatörer.

## Repliker
Flertalet repliker av Sputnik 1 finns på ryska museer, och en finns på National Air and Space Museum i USA.